# Düzce (provincie)
Düzce is een provincie in Turkije. De provincie is 1065 km² groot en heeft 314.266 inwoners (2000). De hoofdstad is het gelijknamige Düzce. Het is Turkijes jongste provincie, in 1999 afgescheiden van de provincie Bolu, waarvan het tot dan toe een district was.

## Bestuurlijke indeling

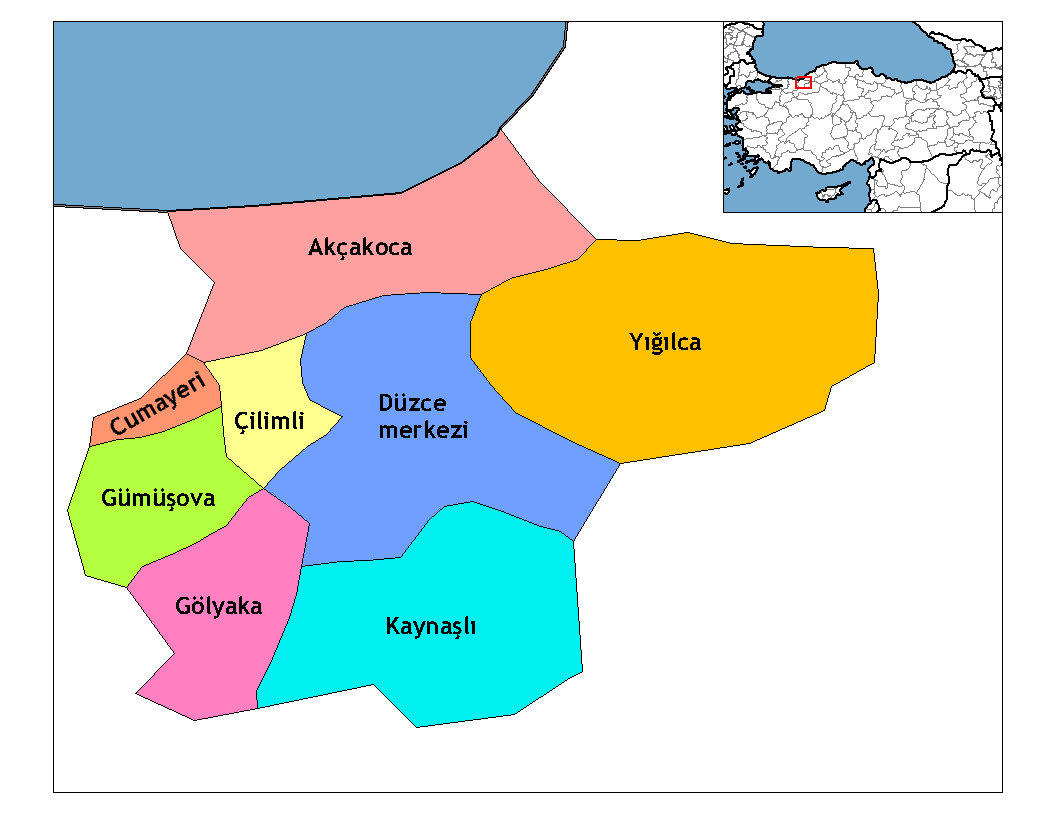
Districten van Düzce

### Districten
De provincie bestaat uit de volgende acht districten:
| - Akçakoca - Çilimli - Cumayeri - Düzce | - Gölyaka - Gümüşova - Kaynaşlı - Yığılca |